# Spiculosiphon
Spiculosiphon es un género de foraminífero bentónico de la subfamilia Stegnammininae, de la familia Stegnamminidae, de la superfamilia Psammosphaeridae, del Suborden Saccamminina y del orden Astrorhizida. Su especie tipo es Spiculosiphon radiata. Su rango cronoestratigráfico abarca el Holoceno.

## Discusión
Clasificaciones previas incluían Spiculosiphon en la subfamilia Psammosphaerinae, de la familia Psammosphaeridae, de la superfamilia Astrorhizoidea, así como en el suborden Textulariina del orden Textulariida.

## Clasificación
Spiculosiphon incluye a las siguientes especies:
- Spiculosiphon oceana
- Spiculosiphon radiata